# جبل بني عبيدة
جبل بني عبيدة  في المملكة العربية السعودية وهو أحد جبال المدينة المنورة ويسمى أيضا بجبل الدويخل , ويقع شمال غرب المسجد النبوي الشريف ، ويبعد عن حدود الحرم المدني بحوالي كيلوين ونص الكيلو تقريبا , وهو الجبل المطل على شارع أبي بكر الصديق بحي سلطانه , مقابل مدرسة النجاح الابتدائية.